# Ján Pöstényi
Ján Pöstényi (Kuklov, 27 luglio 1891 – Trnava, 26 ottobre 1980) è stato un presbitero, saggista e editore slovacco. Adottò gli pseudonimi di Bohuznámy, Ján Ladislav Kuklovan, J. P. Kysucký, Povážsky, Pozorovateľ, Pravdomil.

## Biografia
Studiò nei ginnasi di Skalica, di Trnava e di Kecskemét, entrò nel seminario di Nitra nel 1909 e vi terminò i corsi di teologia nel 1915. Ordinato presbitero, fu cappellano a Dubnica nad Váhom, a Trenčianska Teplá, dal 1915 al 1919 a Kysucké Nové Mesto, dal 1919 al 1920 a Žilina.
Dal 1920 fino al 1957 fu amministratore della Società di Sant'Adalberto a Trnava e anche curatore dell'archivio e della biblioteca della medesima società. Nel 1938 fu nominato prelato domestico di Sua Santità. 
Fu organizzatore di riunioni ecclesiali, letterarie e fra editori, redattore di giornali e curatore di opere a tema religioso. Nel suo lavoro di ricerca si concentrò soprattutto sulla storia della Chiesa, pubblicando le monografie Pamätná kniha vysviacky slovenských biskupov ("Libro memoriale delle consacrazioni dei vescovi slovacchi", 1921); Slováci a sv. Václav ("Gli slovacchi e san Venceslao", 1929); Katolícke Slovensko ("Slovacchia cattolica", 1933) e ampliando i suoi interessi si dedicò alla storia culturale di Trnava, alla sua università e alla Società di Sant'Adalberto, soggetto che trattò nelle monografie Dejiny Spolku sv. Vojtecha ("Storia della Società di Sant'Adalberto", 1930), Z minulosti Trnavy do prevratu ("Dal passato di Trnava fino al colpo di stato", 1938), Slovenský národný život v Trnave v rokoch 1488 – 1820 ("La vita patriottica slovacca a Trnava fra il 1488 e il 1820", 1943) e altre.
Raccolse e studiò anche stampe e manoscritti, studiò pure la vita dei presbiteri patrioti Juraj Papánek, Andrej Ľudovít Radlinský, Ján Kohuth. 
Come responsabile e amministratore a vita della Società di Sant'Adalberto riorganizzò e ampliò l'attività soprattutto in campo scientifico, editoriale, librario e archivistico. Fondò una sezione per lo studio della letteratura e fu redattore del suo Quaderno, stabilì il museo František Richard Osvald, in cui trovarono posto le sue collezioni, fondò l'Accademia cattolica slovacca. 
Diede inizio a diverse commissioni (biblica, catechistica, liturgica, per i libri di testo), si occupò dell'edizione slovacca della Sacra Scrittura, del messale slovacco, del canzonale Jednotný katolícky spevník (in collaborazione con Mikuláš Schneider-Trnavský e Ladislav Hohoš), fu compilatore ed editore di numerosi libretti di preghiere, come Nebeské kvietky ("Fioretti celesti", 1925); Duchovné ruže ("Rose spirituali", 1931); Ave Maria (1932). 
La sua attività giornalistica lo vide impegnato a partire dagli anni 1920 come redattore dei giornali Tatranský Orol, Mládež, Katolícke kázne, Pútnik e più tardi Kultúra.
Durante la Prima Repubblica Slovacca fece parte del Consiglio di Stato.